# Gare d'Anvin
La gare d'Anvin est une gare ferroviaire française de la ligne de Saint-Pol-sur-Ternoise à Étaples, située sur le territoire de la commune d'Anvin, dans le département du Pas-de-Calais, en région Hauts-de-France.
C'est une halte voyageurs de la Société nationale des chemins de fer français (SNCF), desservie par des trains TER Hauts-de-France.

## Situation ferroviaire
Établie à 60 mètres d'altitude, la gare d'Anvin est située au point kilométrique (PK) 82,890 de la ligne de Saint-Pol-sur-Ternoise à Étaples, entre les gares ouvertes de Saint-Pol-sur-Ternoise et de Blangy-sur-Ternoise.

## Histoire
En 1880, on pose une voie de ceinture. Établissement du raccordement de la ligne d'Anvin à Calais.

## Service des voyageurs

### Accueil
Halte SNCF, c'est un point d'arrêt non géré (PANG) à accès libre.

### Desserte
Anvin est desservie par des trains TER Hauts-de-France, qui effectuent des relations entre les gares de Saint-Pol-sur-Ternoise et d'Étaples - Le Touquet.

### Intermodalité
Un parking est aménagé.